# Bill March
William Frederick „Bill“ March (* 4. Februar 1937 in York, Pennsylvania; † 9. Oktober 2022 in Wellsville, Pennsylvania) war ein US-amerikanischer Gewichtheber.

## Werdegang
Bill March besuchte als Jugendlicher die Dallastown High School und betrieb dort verschiedene, an einer High-Scholl übliche Sportarten. Dabei fiel er dem ehemaligen US-Bodybuilding-Champion Vern Weaver und dem Schwerathletik-Trainer Dick Smith wegen seiner außergewöhnlichen Kraft auf. Weaver brachte March daraufhin mit Bob Hoffmann, dem Mentor des amerikanischen Gewichthebens in Verbindung, der March an den York Barbell Club holte. Dort begann Bill 1958 mit dem Training des Gewichthebens. Er entwickelte sich schnell und wurde 1961 erstmals US-amerikanischer Meister. Auch auf internationalem Parkett bewährte er sich, ohne jedoch, außer dem Sieg bei den Panamerikanischen Spielen 1963, weitere große Titel zu gewinnen. Bei den Olympischen Sommerspielen 1964 wurde er Vierter in der Klasse bis 90 kg. Seine Stärke war das Drücken. In dieser Disziplin stellte er 1963 auch einen Weltrekord auf. 1970 beendete er seine Laufbahn als Gewichtheber.

### Internationale Erfolge
(OS = Olympische Spiele, WM = Weltmeisterschaft, Ms = Mittelschwergewicht, bis 90 kg Körpergewicht, 1.S. = 1. Schwergewicht, bis 110 kg Körpergewicht)
- 1961, 1. Platz, Nordamer. Meistersch, Ms, mit 430 kg, vor White, USA, 395 kg;
- 1962, 3. Platz, WM in Budapest, Ms, mit 460 kg, hinter Louis Martin (Gewichtheber), Großbritannien, 480 kg und Ireneusz Paliński, Polen, 470 kg;
- 1963, 2. Platz, Großer Preis der UdSSR in Moskau, Ms, mit 452,5 kg, hinter Eduard Browko, UdSSR, 465 kg und vor Wladimir Golowanow, UdSSR, 452,5 kg;
- 1963, 1. Platz, Nordamer. Meistsch., Ms, mit 465 kg, vor John Lewis, Kanada, 422,5 kg und Jose Saguto, Puerto Rico, a360 kg;
- 1963, 1. Platz, PanAm Games, Ms, mit 460 kg, vor Jose Flores, Anttillen, 457,5 kg und Lewis, 420 kg;
- 1963, 4. Platz, WM in Stockholm, Ms, mit 470 kg, hinter Martin, 480 kg, Paliński, 475 kg und Browko, 470 kg;
- 1964, 4. Platz, OS in Tokio, Ms, mit 467,5 kg, hinter Golowanow, 487,5 kg, Martin, 475 kg und Paliński, 467,5 kg

### USA-Meisterschaften
- 1961, 1. Platz, Ms, mit 432,5 kg, vor James George, 425 kg und Engelbert, 415 kg;
- 1962, 1. Platz, Ms, mit 442,5 kg, vor Ash, 412,5 kg;
- 1963, 1. Platz, Ms, mit 432,5 kg, vor Ken Rose, 432,5 kg und Clyde Emrich, 422,5 kg;
- 1964, 1. Platz, Ms, mit 460 kg, vor Emrich, 445 kg und John Gourgott, 442,5 kg;
- 1965, 1. Platz, Ms, mit 465 kg, vor Bob Bartholomew, 452,5 kg und Bob Bednarski, 432,5 kg;
- 1966, 5. Platz, Ms, mit 152,5 kg, nach 3 Fehlversuchen im Reißen;
- 1968, unplatziert, 1.S., nach Aufgabe wegen Verletzung;
- 1969, 3. Platz, 1.S., mit 512,5 kg, hinter Bob Bednarski, 550 kg und Gary Deal, 515 kg

### Weltrekord
im Drücken:
- 160,5 kg, 1963 in Philadelphia